# 超積
数理論理学のとくにモデル理論、あるいは普遍代数学における超積（ちょうせき、英: ultraproduct）は、同じシグネチャの数学的構造からなる族の直積の適当な商構造をとる数学的構成を言う。任意の直積因子が等しい特別の場合として、超冪（ちょうべき、英: ultrapower）がある。
例えば、与えられた体から新たな体を構成するのに超冪が利用できる。超実数体はそのような方法で実数体の超冪として得られる。
超積の顕著な応用として、例えばコンパクト性定理および完全性定理の非常にエレガントな証明、キースラーの超冪定理（初等同値に関する
意味論的概念の代数的特徴付けを与える）、そして解析学の超準モデルを構成するための超構造およびその間の単型射の使用に関するロビンソン–ザコン表示（アブラハム・ロビンソンが（コンパクト性定理の応用として）開拓した超準解析の分野の成長を導いた）などを挙げることができる。

## 定義
超積を得る一般の方法として、添字集合を I の各添字 i ∈ I に（すべて同じ型の構造）Mi が対応付けられ、I 上の超フィルター U が与えられているとする。通常は I として無限集合を取り、U は I の補有限部分集合をすべて含むものとする。あるいは、超フィルターが単項生成で、得られる超積が直積因子の一つに同型となるものを考える。
定義 (超積)直積対象 {\textstyle \prod _{i\in I}M_{i}} 上の代数演算は、通例の如く成分ごとに定義する（例えば、各因子が二項演算 “+” を持つとき、(a + b)i ≔ ai + bi とする）ものとして、さらに同値関係 ~ を {\displaystyle a\sim b:\!\iff \{i\in I:a_{i}=b_{i}\}\in U} で定める。このとき所期の超積とは、この直積対象の同値関係 ~ による商 {\textstyle \prod _{i\in I}M_{i}/U} を言う。
添字集合 I 上に有限加法的測度 m を {\displaystyle m(A):={\begin{cases}1&(A\in U)\\0&({\text{otherwise}})\end{cases}}} と定義することができて、直積対象の二つの元が同値であるというのを、それらが添字集合上殆ど至る所一致することと定めると、超積はこの同値類全体の成す集合に生成される。
同様にして他の種類の関係も拡張できる: {\displaystyle R([a^{1}],\dots ,[a^{n}])\iff \left\{i\in I:R^{M_{i}}(a_{i}^{1},\dots ,a_{i}^{n})\right\}\in U}（ただし、[a] は a の ~ に関する同値類を表す）。特に、任意の Mi が順序体のとき、それらの超積もまた順序体にできる。
定義 (超冪)超冪は任意の因子 Mi が相等しい（それを M と書く）ときの超積 {\textstyle M^{\kappa }/U=\prod _{\alpha <\kappa }M/U} を言う。
より一般に、上記の構成は U が I 上のフィルターである限りにおいて敷衍でき、得られるモデル {\textstyle \prod _{i\in I}M_{i}/U} を被約積 (reduced product) と呼ぶ。

## 例
超実数全体の成す集合は、実数体を各自然数ごとに一つコピーを作って、それらの超積（自然数の集合を添字集合とする超冪）をとったものである（この場合、超フィルターは自然数全体の集合上でその補有限集合をすべて含むものをとっている）。超実数の集合における順序は、実数全体の集合における順序の拡張として与えられる。例えば、数列 ω は一般項が ωi ≔ i で与えられるものとすると、その同値類として表現される超実数は任意の実数よりも大きい。
同様の類似対応物として、超準整数や超準複素数などが、対応する構造の超冪をとることにより与えられる。
関係が超積上に引き写されることの例として、数列 ψ が一般項 ψi ≔ 2i で与えられるものとすれば、ψi > ωi = i (∀i) から ψi の属する同値類は ωi の属する同値類よりも大きく、したがって ψi に対応する超実数は ωi に対応する超実数よりも大きな無限大数と考えることができる。しかし、χi ≔ i (i ≠ 7) かつ χ7 ≔ 8 とすると、ω と χ が一致する添字全体の成す集合は任意の超フィルターに属する（ω と χ は殆ど至る所一致する）から、ω と χ は同じ同値類に属する。
巨大基数論における標準的な構成は、集合論的宇宙全体の、注意深く適切に選ばれた超フィルター U に関する超積をとる。この超フィルター U の性質は超積の（高階の）性質に強く影響する。例えば、U が σ-完備ならば、超積はふたたび整礎となる（原型例は可測基数の項を参照）。

## ウォシュの定理
超積の基本定理とも呼ばれるウォシュの定理は、イェジー・ウォシュ によって示され「一階述語論理の任意の式が超積において真となるための必要十分条件は、その式が Mi において真となる添字 i 全体の成す集合が超フィルター U に属することである」ことを述べる。より精確には:
定理 (Łoś)σ を一つの指標とし、集合 I 上の超フィルター U が与えられ、各 i ∈ I に対して Mi が σ-型の構造とする。M を Mi の U に関する超積 {\textstyle M=\prod _{i\in I}M_{i}/U} とすれば、各 {\textstyle a^{1},\ldots ,a^{n}\in \prod M_{i}\quad (a^{k}=(a_{i}^{k})_{i\in I})} および任意の σ-式 φ に対し、{\displaystyle M\models \phi [[a^{1}],\ldots ,[a^{n}]]\iff \{i\in I:M_{i}\models \phi [a_{i}^{1},\ldots ,a_{i}^{n}]\}\in U} が成り立つ。
定理は式 φ の複雑さに関する帰納法で示せる。U が超フィルターである（単にフィルターとなるだけでない）ことはこの節の否定において用いられており、また存在量化のステップでは選択公理が必要である。応用として、超実数に対する移行原理が得られる。
例
R が構造 M 上の単項関係とし、M の超冪を作る。集合 S ≔ {x ∈ M  |  Rx} は超冪の中に対応する *S を持ち、S に関する一階の式は *S に対しても有効となる。例えば、M が実数体で Rx は x が有理数であるとき真とするとき、M において「任意の有理数の対 x, y に対して有理数でない z が存在して、x < z < y とできる」が成立するが、この性質は適当な形式言語における一階の式に直せるから、ウォシュの定理により、*S も同じ性質を持つ。つまり、超実数体の部分集合で有理数と一階の性質が同じである「超有理数」の概念がこれによって定まったということになる。
それでもなお、実数の持つアルキメデス性（無限個の条件 x > 1, x > 1 + 1, x > 1 + 1 + 1, … を同時に満たす実数 x は存在しない）を考えれば、これは一階の性質として述べることはできないから、ウォシュの定理は適用できない。実は、超実数に対してアルキメデス性は偽となる（上で述べた数 ω の構成がそれを示している）。

## 超極限
モデル理論および集合論において超極限 (ultralimit) あるいは極限超冪 (limiting ultrapower) は超冪の列の帰納極限を言う。
構造 A0 と超フィルター D0 があらかじめ与えられているとして、それらから超冪 A1 を作り、さらにそこから A2 を作り、以下同様に繰り返す。各 n に対して、標準的な対角線埋め込み An ↪ An+1 が存在するから、その極限段階 Aω は帰納極限として得られる。これはさらに超限段階まで続けることができる。

## 注